# Auguste Dollfus
Auguste Dollfus (Le Havre, 30 mars 1840 - Le Havre, 3 juillet 1869) est un géologue et naturaliste français, spécialiste de la géologie de l'Amérique centrale.

## Biographie
Fils d'un armateur du Havre, il voyage avant ses dix-huit ans à travers toute l'Europe, en Afrique du Nord, à Constantinople, en Palestine et en Égypte.
Entré à l'École des mines de Paris en 1861, il devient ingénieur civil des Mines et, dès octobre 1864, est attaché à la Commission scientifique du Mexique qui accompagne le corps expéditionnaire français.
Parti le 23 novembre 1864 avec un autre géologue, E. de Montserrat, il fait escale en Guadeloupe et à Trinidad et arrive à Veracruz en février 1865. Les deux hommes lèvent aussitôt l'itinéraire géologique Veracruz-Mexico puis, à partir de Mexico, escaladent avec succès le Popocatepelt puis le Toluca et le Colima.
Dollfus et Montserrat cherchent ensuite à gagner Guanajuato puis quittent le Mexique. Ils partent alors de Manzanillo et atteignent La Unión au Salvador en mars 1866. Ils explorent les plateaux du Salvador et dressent les toutes premières cartes géologiques du pays dont ils rectifient de nombreux détails géographiques concernant la direction des cours d'eau, les altitudes etc.
Les deux voyageurs partent ensuite au Guatemala où ils complètent les travaux d'André Cornette puis reviennent à Veracruz en décembre 1866. Après un court passage aux États-Unis, ils rejoignent la France en mars 1867.
Dollfus reçoit la Légion d'honneur dès son retour et s'occupe de la publication de ses travaux scientifiques menés avec Montserrat mais meurt en juillet 1869 à l'âge de vingt-neuf ans, des suites des fatigues et des maladies attrapées sous les tropiques.

## Travaux
Membre de la Société de géographie de Paris, de la Société géologique de France et de nombreuses autres sociétés savantes, on lui doit de nombreux mémoires et rapports publiés dans les Archives de la Commission scientifique du Mexique, 3 vols., 1865-1867 ainsi que 
- La Faune kiméridienne du cap de la Hève (1863)
- Voyage géologique dans les républiques de Guatemala et de Salvador (1868).

## Hommage
Une espèce de saurien a été nommée en son honneur : Anolis dollfusianus.